# MSFL
De Moravskoslezská fotbalová liga (Nederlands: Moravisch-Silezische voetballiga) is samen met de ČFL het 3e niveau van de Tsjechische voetbalpiramide. De MSFL is de 3e divisie voor teams uit de regio's Moravië en Silezië, terwijl de ČFL bestaat uit teams uit de regio Bohemen. De competitie bestaat sinds 2019 uit 18 teams, daarvoor uit 16 teams.

## Teams 2024/25
- FK Blansko
- FK Třinec
- FK Frýdek-Místek
- SK Hanácká Slavia Kroměříž
- FC Hlučín
- FK Hodonín
- MFK Karviná „B“
- 1. FC Slovácko „B“
- FC Slovan Rosice
- TJ Start Brno
- FC Strání
- ČSK Uherský Brod
- SK Uničov
- TJ Unie Hlubina Ostrava
- FC Zlín „B“
- FC Zlínsko
- FC Zbrojovka Brno „B“
- 1. SC Znojmo FK

## Kampioenen
| Seizoen | Kampioen                            |
| ------- | ----------------------------------- |
| 1993/94 | SK Slovácká Slavia Uherské Hradiště |
| 1994/95 | FC Alfa Slušovice                   |
| 1995/96 | FC Vítkovice                        |
| 1996/97 | FC Synot Staré Město                |
| 1997/98 | FC NH Ostrava                       |
| 1998/99 | FC Baník Ratíškovice                |
| 1999/00 | FK Holice 1932                      |
| 2000/01 | SK Sigma Olomouc „B“                |
| 2001/02 | FK Kunovice                         |
| 2002/03 | 1. FK Drnovice                      |
| 2003/04 | SK Hanácká Slavia Kroměříž          |
| 2004/05 | 1. HFK Olomouc                      |
| 2005/06 | Jakubčovice Fotbal                  |
| 2006/07 | Fotbal Fulnek                       |
| 2007/08 | SK Sigma Olomouc „B“                |
| 2008/09 | FC Hlučín                           |
| 2009/10 | 1. SC Znojmo                        |
| 2010/11 | SFC Opava                           |
| 2011/12 | 1. HFK Olomouc                      |
| 2012/13 | FK Fotbal Třinec                    |
| 2013/14 | SFC Opava                           |
| 2014/15 | SK Sigma Olomouc „B“                |
| 2015/16 | 1. SK Prostějov                     |
| 2016/17 | SK Uničov                           |
| 2017/18 | 1. SK Prostějov                     |
| 2018/19 | SK Líšeň                            |
| 2019/20 | FK Blansko                          |
| 2020/21 | 1. FC Slovácko „B“                  |
| 2021/22 | SK Sigma Olomouc „B“                |
| 2022/23 | SK Hanácká Slavia Kroměříž          |
| 2023/24 | FC Baník Ostrava „B“                |

Albanië ·
België (tot 2016 / vanaf 2016) · 
Bulgarije ·
Cyprus · 
Denemarken · 
Duitsland · 
Engeland · 
Estland · 
Finland · 
Frankrijk · 
Georgië · 
Gibraltar ·
Griekenland · 
Italië · 
Ierland · 
Kroatië · 
Luxemburg · 
Nederland · 
Noord-Ierland · 
Noord-Macedonië · 
Noorwegen · 
Oekraïne · 
Oostenrijk · 
Polen · 
Portugal · 
Roemenië · 
Rusland · 
Schotland · 
Servië · 
Slovenië · 
Slowakije · 
Spanje (tot 2021 / vanaf 2021) · 
Tsjechië (Moravië / Bohemen) ·
Turkije · 
Wales · 
Zweden · 
Zwitserland